# Lordotus puella
Lordotus puella är en tvåvingeart som beskrevs av Samuel Wendell Williston  1893. Lordotus puella ingår i släktet Lordotus och familjen svävflugor.
Artens utbredningsområde är Kalifornien. Inga underarter finns listade i Catalogue of Life.